# アフリカ待機軍

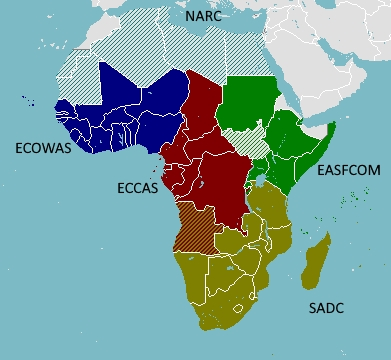
アフリカ待機軍制度の5地域

アフリカ待機軍（アフリカたいきぐん、英: African Standby Force, ASF, 仏: Force africaine en attente, FAA）は、アフリカ連合（AU）内における平和・安全保障機構の一部であり、地域内の紛争の予防・解決に向けて、早期警戒、平和維持・調停・仲介、平和支援活動・介入等の軍事的役割を担う制度である。
5つの準地域機構から構成され、各準地域機構は加盟国の軍隊・警察・文民から構成される地域待機軍（Regional Standby Force:RSF）を持つ。

各地域待機軍は複数の地域待機旅団から構成される。
常設司令部を持つ地域もある一方で組織化の遅れた地域もあり、準地域機構により整備の進展に差がある。
各準地域機構とAUの平和・安全保障委員会が協力しながら紛争を未然に防止することが目的であり、初期には政治的調停によって対応するが、紛争発生時には必要に応じて地域待機旅団が投入され軍事介入が行われる。

## 加盟国
- 北部（6）:エジプト、アルジェリア、リビア、モーリタニア、チュニジア、西サハラ（サハラ・アラブ民主共和国）
- 西部（15）：ナイジェリア、ガーナ、ベナン、トーゴ、コートジボワール、ギニア、ギニアビサウ、リベリア、シエラレオネ、マリ共和国、セネガル、ニジェール、ブルキナファソ、ガンビア、カーボベルデ
- 東部（11）：エチオピア、ケニア、ウガンダ、ブルンジ、コモロ、ジブチ、ルワンダ、ソマリア、セーシェル、南スーダン
- 中部（10）：ブルンジ、カメルーン、中央アフリカ共和国、ガボン、チャド、アンゴラ、赤道ギニア、コンゴ共和国、コンゴ民主共和国、サントメ・プリンシペ
- 南部（13）：南アフリカ共和国、タンザニア、マラウイ、ザンビア、ジンバブエ、ナミビア、スワジランド、ボツワナ、マダガスカル、アンゴラ、モザンビーク、レソト、モーリシャス

カッコ内は旅団数。ブルンジは東部と中部の両方に、アンゴラは中部と南部の両方にそれぞれ加盟している。